# Fuentes (zoologia)
Fuentes Peckham & Peckham, 1894 è un genere di ragni appartenente alla famiglia Salticidae.

## Distribuzione
Le due specie oggi note di questo genere sono state rinvenute in America centrale

## Tassonomia
Non è un sinonimo anteriore di Metacyrba F. O. P.-Cambridge, 1901 secondo uno studio dell'aracnologo Barnes del 1958.
A dicembre 2010, si compone di due specie:
- Fuentes pertinax Peckham & Peckham, 1894[2] — America centrale
- Fuentes yucatan Ruiz & Brescovit, 2007 — Messico, Honduras

### Specie trasferite
- Fuentes floridana (Gertsch, 1934); trasferita al genere Metacyrba F. O. P.-Cambridge, 1901[1].
- Fuentes insularis (Banks, 1902); trasferita al genere Metacyrba F. O. P.-Cambridge, 1901[1].
- Fuentes lineata (C. L. Koch, 1846); trasferita al genere Marpissa C. L. Koch, 1846[1].
- Fuentes pictipes (Banks, 1903); trasferita al genere Metacyrba F. O. P.-Cambridge, 1901[1].
- Fuentes sexguttata Mello-Leitão, 1945; trasferita al genere Dendryphantes C. L. Koch, 1837[1].
- Fuentes taeniola (Hentz, 1846); trasferita al genere Metacyrba F. O. P.-Cambridge, 1901[1].